# Resolució 2035 del Consell de Seguretat de les Nacions Unides
La Resolució 2035 del Consell de Seguretat de les Nacions Unides fou adoptada per unanimitat el 17 de febrer de 2012. Observant les resolucions anteriors sobre la situació al Sudan, així com els informes del Secretari General de les Nacions Unides sobre el conflicte del Darfur, el Consell va decidir estendre el mandat del grup d'experts que supervisava l'embargament d'armes contra aquells que impedeixen la pau al Darfur, fins al 17 de febrer de 2013.
El Consell també va demanar més cooperació entre l'Operació Híbrida de la Unió Africana i les Nacions Unides al Darfur (UNAMID), i al govern del Sudan que aixequés l'estat d'emergència al Darfur, permetés la llibertat d'expressió i evités les violacions dels drets humans. També va demanar a tots els països que donessin llibertat de circulació al panell d'experts, que emetessin els visats a temps i que informessin sobre les mesures aplicades en les sancions imposades.